# Marmato
Marmato è un comune della Colombia facente parte del dipartimento di Caldas.
Il centro abitato venne fondato da Sebastián de Belalcazar nel 1536, mentre l'istituzione del comune è del 1825.